# ونگ (شاهومیان)
ونگ (ترکی آذربایجانی: Vəng) یک منطقهٔ مسکونی در جمهوری آرتساخ است که در استان شاهومیان واقع شده‌است.